# Kevin Mirallas
Kevin Antonio Joel Gislain Mirallas y Castillo (Lieja, 5 de octubre de 1987), conocido como Kevin Mirallas, es un exfutbolista internacional belga que jugaba de delantero. Desde noviembre de 2024 es entrenador de delanteros del Union Saint-Gilloise.

## Biografía
Kevin es un futbolista belga de origen español.
Desde muy pequeño Kevin decidió que quería ser un jugador de fútbol profesional. Tras intentarlo en varios clubes de su país natal, Bélgica, sin éxito, vino un período en el que creyó que su futuro no estaba ligado al deporte. Sin embargo, sus padres se mudaron a Francia donde volvió a intentar su sueño con la gran suerte de que Charles Bonnaire, ex-ojeador del Lille, se fijó en él. Así Mirallas comenzó a hacerse hueco como futbolista. 
Con 17 años llegó al primer equipo del Lille en el 2004 pero durante los dos años que estuvo ahí apenas disputó algunos encuentros, principalmente en la Copa Francesa. En el 2008, en un partido contra el St. Etienne, Kevin disputó un gran partido marcando un gol y dando una asistencia, lo que llamó la atención del entrenador rival proponiendo su fichaje para la próxima temporada. Mirallas decidió aceptar el traspaso puesto que quería disponer de más minutos de juego, empezando así su trayectoria en el St. Etienne.
En este equipo fue cuando Kevin se dio a conocer más internacionalmente como futbolista siendo incluido incluso en la selección sub-21 de Bélgica. El gran potencial y la gran habilidad para regatear, asistir y meter goles se plasmó en su etapa en este equipo saltando el interés de otros clubes europeos de hacerse con sus servicios. Finalmente fue el Olympiakos el que consiguió su fichaje en 2010 de la  mano de Ernesto Valverde. 
En su etapa en Grecia, consiguió la liga griega anotando 7 goles. Mirallas siempre ha reconocido que en el Olympiakos se sintió muy querido durante el primer año que jugó allí, aunque en su segunda temporada su protagonismo en el equipo se difuminó y por tanto aumentó su descontento diciendo en varias ocasiones que quería abandonar el club. Y la oportunidad de trasladarse a otro equipo de calidad se la proporcionó el Everton, equipo de la Premier League.
David Moyes, entrenador del Everton aquel año, se decidió a ficharle por un precio muy asequible para el club de Liverpool devolviendo la confianza en sí mismo a Kevin. Con el dorsal número 11 lleva desde 2012 en los "toffees" y afirma que es en el equipo en el que más feliz se ha sentido nunca. Esta temporada, con Roberto Martínez de entrenador ha demostrado al mundo entero su enorme calidad, siendo convocado en numerosas ocasiones con la selección belga absoluta y convirtiéndose en uno de los jugadores clave del Everton. En 12 de mayo, renovó su contrato con los Toffees hasta junio de 2020.

## Selección nacional
Fue internacional con la selección de fútbol de Bélgica, jugó 60 partidos y anotó 10 goles.
El 13 de mayo de 2014 el entrenador de la selección belga, Marc Wilmots, incluyó a Mirallas en la lista preliminar de 24 jugadores convocados, cuatro de ellos guardametas, que iniciarán la preparación para la Copa Mundial de Fútbol de 2014. El 25 de mayo le fue asignado el número 11 para el torneo.

### Participaciones en Copas del Mundo
| Mundial                        | Sede   | Resultado        |
| ------------------------------ | ------ | ---------------- |
| Copa Mundial de Fútbol de 2014 | Brasil | Cuartos de final |

## Clubes
| Club                      | País       | Año       |
| ------------------------- | ---------- | --------- |
| Lille O. S. C.            | Francia    | 2004-2008 |
| A. S. Saint-Étienne       | Francia    | 2008-2010 |
| Olympiacos F. C.          | Grecia     | 2010-2012 |
| Everton F. C.             | Inglaterra | 2012-2019 |
| Olympiacos F. C. (cedido) | Grecia     | 2018      |
| ACF Fiorentina (cedido)   | Italia     | 2018-2019 |
| Royal Antwerp F. C.       | Bélgica    | 2019-2020 |
| Gaziantep F. K.           | Turquía    | 2020-2021 |
| Moreirense F. C.          | Portugal   | 2022      |
| AEL Limassol              | Chipre     | 2022-2023 |

## Palmarés

### Títulos nacionales
| Título              | Club                | País    | Año  |
| ------------------- | ------------------- | ------- | ---- |
| Superliga de Grecia | Olympiacos F. C.    | Grecia  | 2011 |
| Superliga de Grecia | Olympiacos F. C.    | Grecia  | 2012 |
| Copa de Grecia      | Olympiacos F. C.    | Grecia  | 2012 |
| Copa de Bélgica     | Royal Antwerp F. C. | Bélgica | 2020 |